# Кім Со Йон (бадмінтоністка)
Кім Со Йон (кор. 김소영, нар. 9 липня 1992) — південнокорейська бадмінтоністка, бронзова призерка Олімпійських ігор 2020 року.

## Виступи на Олімпіадах
| Олімпіада  | Дисципліна    | Місце |
| ---------- | ------------- | ----- |
| Токіо 2020 | парний розряд | 3     |